# Jednostki językowe
Jednostki językowe, elementy językowe – elementy składowe języka, wydzielone na podstawie ich funkcji, struktury i umiejscowienia w systemie. Wyróżnia się jednostki nominatywne (słowo, frazem), komunikatywne (zdanie) i strukturalne (fonem, morfem, na innej płaszczyźnie także model słowotwórczy/wzorzec zdaniowy).